# Penstemon minor
Penstemon minor là một loài thực vật có hoa trong họ Mã đề. Loài này được (A. Gray) D.D. Keck mô tả khoa học đầu tiên năm 1940.